# M60 (Maschinengewehr)
Das Mehrzweck-Maschinengewehr M60 wurde in den Vereinigten Staaten während der 1950er Jahre entwickelt und wird von vielen Streitkräften verwendet.

## Geschichte
In den Vereinigten Staaten wurde bereits im Zweiten Weltkrieg erfolglos versucht, erbeutete MG 42 nachzubauen und auf das Kaliber .30-06 Springfield umzustellen. Deshalb wurde ab den 1950er-Jahren eine neue Waffe entwickelt, die zu großen Teilen auf den erbeuteten Waffen der Wehrmacht beruhte. Zum Beispiel wurde die Gurtzuführung, die aus Stanz- und Pressstücken mit Kunststoffbeschlägen besteht, leicht verändert vom MG 42 übernommen. Es finden sich auch einige Funktionen des FG 42 wieder.
Eine abgeänderte Form des M60 kam im Vietnamkrieg zum Einsatz und war seitdem fester Bestandteil der Ausrüstung der US-Army. Mit der Zeit bekam das M60 wegen des tiefen, sonoren Klangs beim Abfeuern den Beinamen „The Pig“ (englisch für ‚das Schwein‘), da es dem „Grunzen“ eines Schweins sehr ähnlich klingt. Als anderer Grund für diesen Namen gilt die schlechte Handhabbarkeit der Waffe beim Schießen im nicht liegenden Anschlag (ruckend wie ein unter den Arm geklemmtes Schwein).
In seiner Rolle als Standardmaschinengewehr wurde es seit den 1970er-Jahren nach und nach von anderen Waffen wie besonders dem von der belgischen Fabrique Nationale d’Herstal entwickelten M240 ersetzt.

## Technik

### Technische Beschreibung
Das M60-Maschinengewehr ist ein zuschießender, luftgekühlter Gasdrucklader mit Drehkopfverschluss. Das Gassystem hat einen Gaskolben mit kurzem Hub, d. h. der Gaskolben bewegt sich über eine kürzere Strecke als der Verschluss. Der Gaszylinder befindet sich unter dem Lauf parallel zur Laufachse. Im Gaszylinder befindet sich der in Längsrichtung verschiebbare hohle Gaskolben. Passiert das abgefeuerte Geschoss die Gasentnahmebohrung, die Lauf und Gaszylinder verbindet, tritt ein Teil des beim Abbrand der Treibladung entstehenden Gases durch die Gasentnahmebohrung und Löcher in der Seite des Gaskolbens in den Gaszylinder ein. Sobald genügend Gas in den Gaszylinder eingetreten ist, um den Gaskolben nach hinten zu verschieben, gleitet dieser zurück; die Löcher in der Wandung des Gaskolbens decken sich dann nicht mehr mit der Gasentnahmebohrung, so dass kein zusätzliches Gas mehr in den Gaszylinder eintreten kann. Ziel dieses Mechanismus ist es, auch bei verschmutztem Gaszylinder ohne Vorhandensein eines Gasreglers einen konstanten Gasdruck zu erreichen.

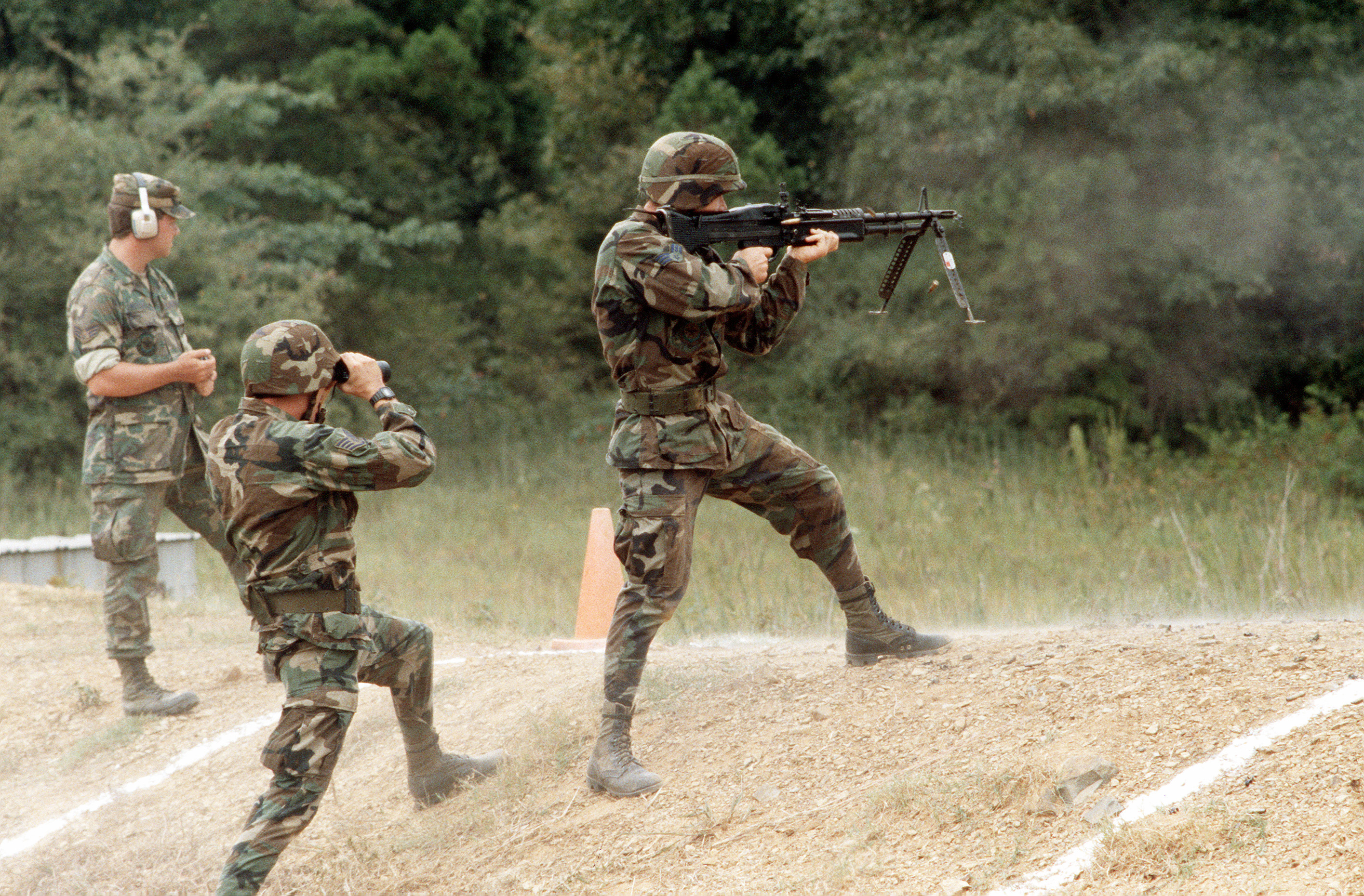
Ein Mitglied der Air Force beim Schießen mit dem M60 im stehenden Anschlag

Der zurückgleitende Gaskolben stößt nach kurzem Weg auf die Verschlussführungsstange und wirft diese nach hinten. Ein Steuerstück auf der Oberseite der Verschlussführungsstange, das in eine Steuerungskurve des Verschlusszylinders läuft, dreht diesen um seine Längsachse. Die Verriegelungswarzen am Verschlusskopf treten dabei aus ihren Widerlagern an der Laufverlängerung heraus. Dieses Verschlusssystem stammt vom FG 42; sogar eine Feder im Verschluss, die im FG 42 nur für das Schießen mit Einzelfeuer benötigt wird, wurde beim Verschluss des (nur Dauerfeuer schießenden) M60 beibehalten. Das System von M60 und FG 42 hat große Ähnlichkeiten mit dem des Lewis-Maschinengewehrs.

Die Munition wird mit Metallglied-Zerfallgurten zugeführt; die Zuführung erfolgt von links. Die geleerten Gurtglieder werden an der rechten Seite der Zuführung ausgeworfen, die Patronenhülsen etwas darunter. Das M60 kann nur Zerfallgurte verwenden, da sonst der leere Gurt vor dem Auswurffenster herunterhängen und ein zuverlässiges Auswerfen der Hülsen verhindern würde.

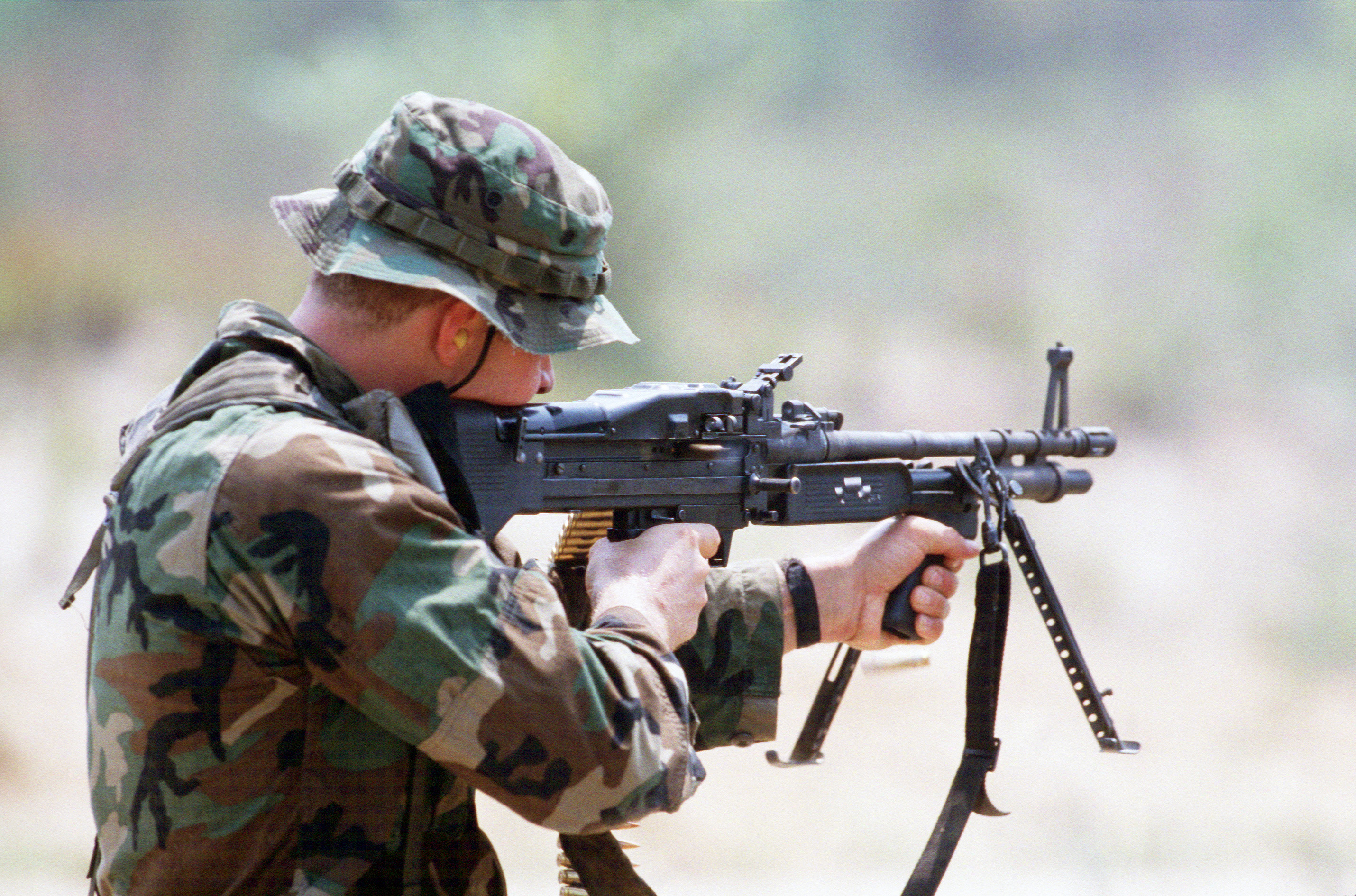
Ein Mitglied der Navy SEALs beim Abfeuern eines M60E3

Der Lauf ist mit einer Schnellwechselvorrichtung ausgestattet, die jedoch technisch nicht ganz befriedigend gelöst ist: um den Lauf zu wechseln, muss die Waffe entladen und gespannt werden. Dann wird der Laufhaltehebel (der rechts unterhalb des Kimmensockels sitzt) senkrecht gestellt; der Lauf kann dann nach vorn aus der Waffe gezogen werden. Der neue Lauf wird von vorn eingeschoben und der Laufhaltehebel wieder umgelegt. Dann kann die Waffe wieder geladen werden.
Das M60 schießt nur vollautomatisch, aufgrund der verhältnismäßig geringen Kadenz ist es jedoch möglich, durch schnelles Loslassen des Abzuges auch einzelne Schüsse abzugeben.
Die Visierung besteht aus einer nach Seite und Höhe verstellbaren Kimme in einem umlegbaren Kimmenrahmen auf dem Gehäuse und einem nicht verstellbaren Korn auf einem Kornsockel auf dem Lauf nahe der Mündung. Der Kimmenrahmen muss zur Benutzung aufgestellt werden, eine Notvisierung zum Schießen mit umgelegtem Kimmenrahmen gibt es nicht. Abweichungen im Trefferbild bei der Verwendung verschiedener Läufe können wegen des nicht verstellbaren Korns nicht kompensiert werden.

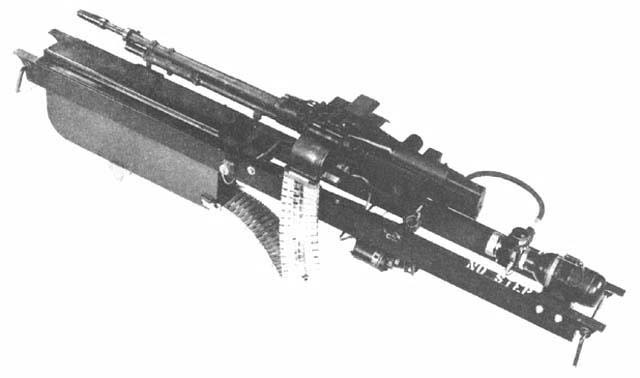
M60 als Teil des Waffensystems XM2

Der Kolben des M60 ist mit einer ausklappbaren Schulterauflage ausgestattet; der an der rechten Waffenseite befindliche Spannhebel bewegt sich beim Schießen nicht mit dem Verschluss.
Das M60 wird in der Rolle als schweres Maschinengewehr auf dem M122-Dreibein montiert; hierbei handelt es sich im Wesentlichen um das M2-Dreibein des M1919A4 mit Adaptern für das M60.
An der linken Seite des Zuführerunterteils befindet sich eine Aufhängung für Munitionsbehälter; beim Einsatz als leichtes Maschinengewehr wurde dort üblicherweise das M4-Bandolier angehängt. Diese Umhängetasche aus olivgrünem Baumwollgewebe enthält einen Karton, in dem sich ein 100-Schuss-Gurt befindet (zwei dieser Bandoliere passen in den normalen Gurtkasten, der schon beim M1919A4 verwendet wurde).

### Technische Mängel und Kritik
Das M60 weist mehrere zum Teil schwerwiegende technische Mängel auf. Dazu gehört beispielsweise, dass die in einer Bohrung unten am Gaszylinder sitzende Schraube sich beim Schießen lösen und herausfallen kann. Geschieht das, wird ein erheblicher Teil des Gases nach unten aus der Waffe geblasen und steht für die Nachladefunktion nicht zur Verfügung. Eigentlich soll durch die mit dieser Schraube verschlossene Öffnung ein Zugang zur Gasentnahmebohrung gegeben sein, damit diese gereinigt werden kann. Man behalf sich damit, diese Schraube mit Draht zu sichern. Auch das abschraubbare vordere Ende des Gaszylinders kann sich bei längerem Schießen lösen, was ebenfalls ein Versagen der Nachladefunktion zur Folge hat. Auch hier wurde mit Draht gesichert.

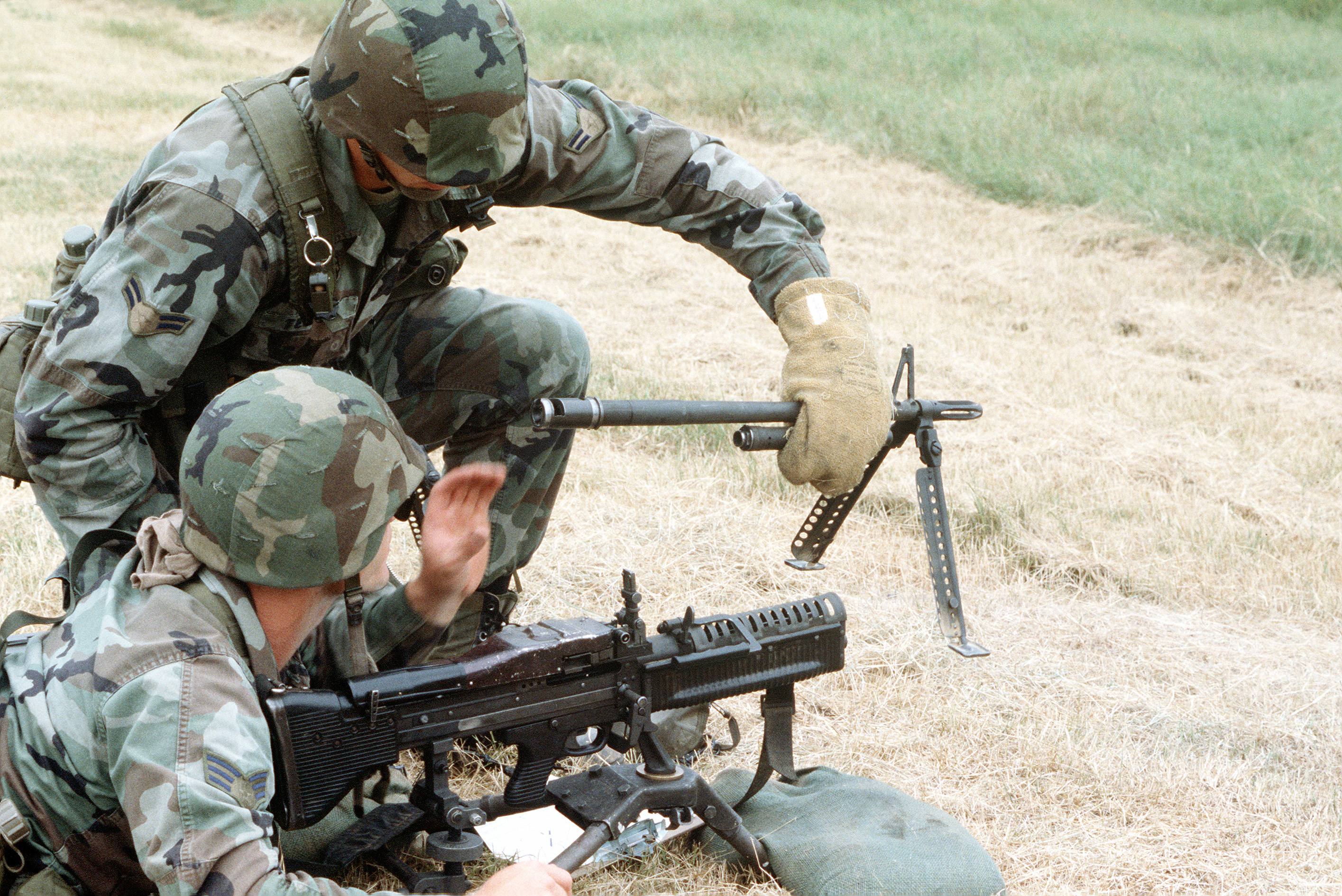
Laufwechsel mit Asbesthandschuh bei einem M60 auf Dreibein

Ein weiterer schwerwiegender Schwachpunkt ist das Laufwechselsystem. Lauf, Gaszylinder und Zweibein des M60 sind in einer Einheit zusammengefasst. Beim Laufwechsel wird zwangsläufig gleichzeitig auch das Stützsystem entfernt, was die Arbeit unter Gefechtsbedingungen verkompliziert. Auch an jedem Wechsellauf ist zusätzlich noch ein Gaszylinder und Zweibein montiert. Da der Lauf keinen Schnellwechselgriff hat, braucht man zum Laufwechsel noch einen Asbesthandschuh, der leicht verloren geht und damit den Wechsel noch schwieriger werden lässt.
Der Gaskolben kann falsch herum eingebaut werden – geschieht dies, lädt die Waffe nicht mehr automatisch nach. Der aus dünnem Blech gefertigte Zuführerdeckel verbiegt bei unsachgemäßer Handhabung leicht.
Es kann auch dazu kommen, dass sich das Abzugszüngel im Griffstück so abnutzt, dass die Verschlussführungsstange nicht mehr gefangen wird, wenn der Schütze den Abzug freigibt – die Waffe feuert in diesem Fall selbstständig weiter und ist nur durch Verdrehen des Munitionsgurtes zu stoppen.

## Varianten
M60E1:
Bei dieser Version befindet sich das Zweibein nicht mehr am Lauf, sondern am Gehäuse. Die Waffe kann also auch bei entnommenem Lauf auf das Zweibein gestützt werden. Der Gaszylinder ist ebenfalls am Gehäuse befestigt. Es wurden Veränderungen vorgenommen, die ein Auseinanderfallen des Gassystems verhindern. Wurde nicht in großen Mengen hergestellt.
M60E2:
Version als Panzer-MG; Lauf und Gassystem sind mit Verlängerungen versehen, die die Treibladungsgase aus dem Fahrzeuginneren lenken. Abfeuerung durch Fernabzug.
M60B:
In den 1960er und 1970er Jahren in Helikoptern verwendet.
M60C:

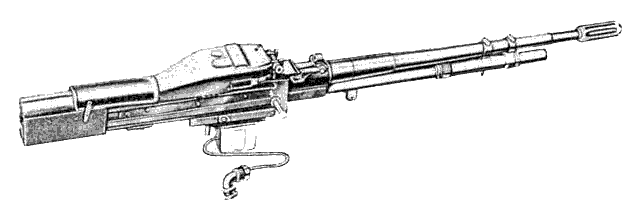
M60C

Wie M60, jedoch ohne Kolben, Vorderschaft, Pistolengriff und Zweibein, als ferngesteuerte Hubschrauber-Bordwaffe.
M60D:
Wie M60, jedoch ohne Kolben, Vorderschaft und Pistolengriff. Zwei Spatengriffe mit Daumenabzug am hinteren Gehäuseende; meist mit Ringkimme ausgestattet. Einsatz als flexible Bordwaffe für Hubschrauber.
M60 Lightweight:
Von der Saco Division der Maremount Corporation entwickelte Leichtversion des M60; der Lauf ist gekürzt und das Gassystem am Gehäuse statt am Lauf befestigt. Anstelle des ursprünglichen Vorderschaftes findet ein Pistolengriff Verwendung. Ein leichtes Zweibein ist am Gassystem angebracht.
M60E3:
Weiterentwicklung des Lightweight; zusätzlich zum vorderen Pistolengriff ist ein kurzer Vorderschaft vorhanden.
M60E4:
Weiterentwicklung des M60E3, das mit Läufen in drei verschiedenen Längen zum Einsatz kommt. Bei der US Navy als Mark 43 Mod. 0 bezeichnet.
Mk.43 Mod.1:
Weiterentwicklung des Mod. 0; Picatinny-Schienen auf Zuführerdeckel und am Vorderschaft. Der vordere Pistolengriff ist abnehmbar.

## Verwendung

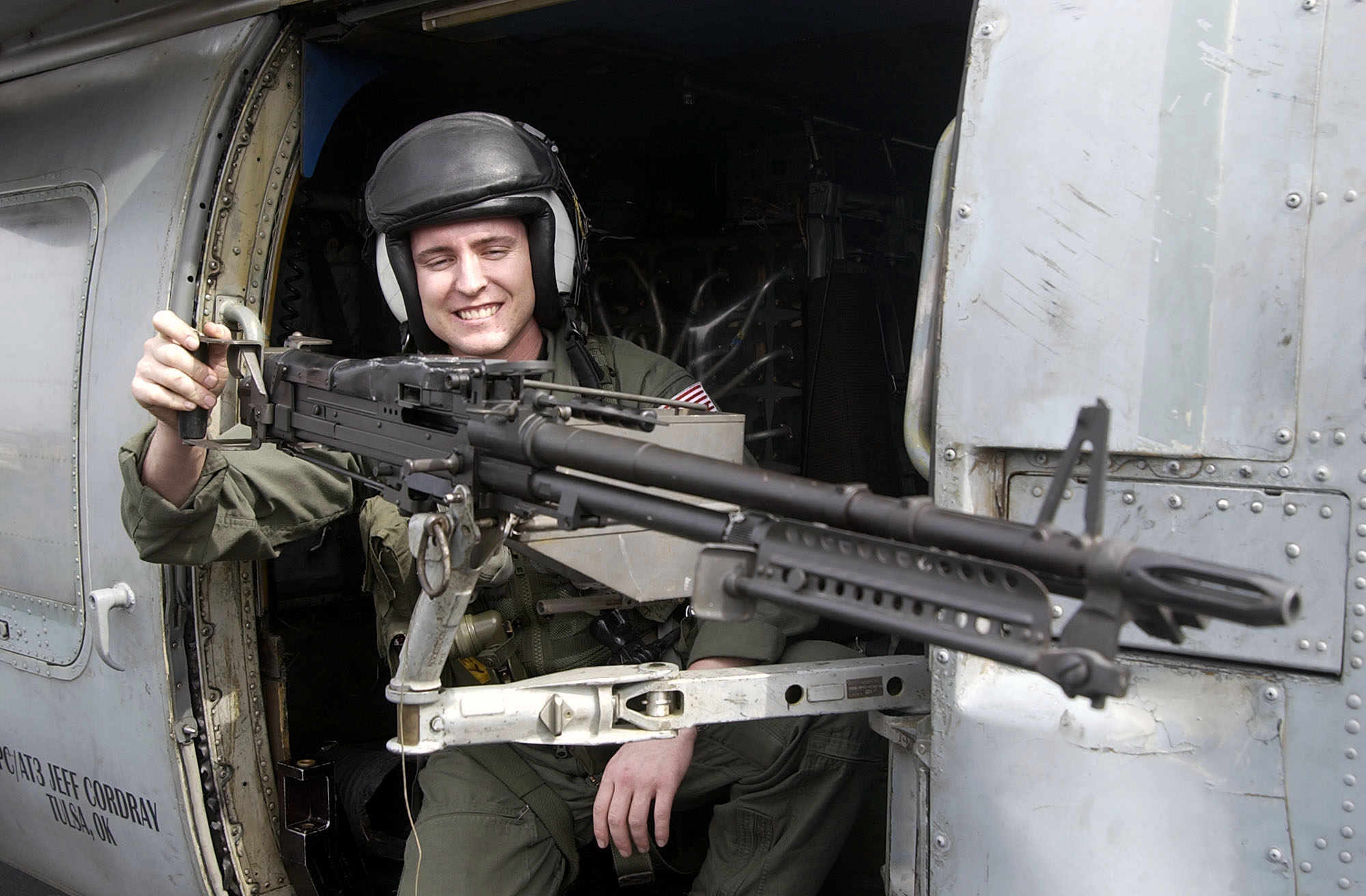
M60D eines Doorgunners montiert auf einer Schwingarm-Lafette

Das M60 gibt es in verschiedenen Versionen zum Einsatz in Fahrzeugen und Hubschraubern (M60D); die ferngesteuerte Version M60C wird außen an den Waffenträgern von Helikoptern verwendet. Im Vietnamkrieg wurde das M60 beispielsweise in Helikoptern (siehe: Doorgunner) und auf verschiedenen Fahrzeugen befestigt. Hauptsächlich wurde es dazu verwendet, bestimmte Bereiche mit Sperrfeuer zu belegen. Es kann auf verschiedene Lafetten montiert oder aus dem Liegen mittels eines Zweibeins abgefeuert werden. Ein Abfeuern von der Schulter, wie es in vielen Spielfilmen gezeigt wird, war bis zur Einführung des M60E3 auf Grund der hohen Rückstoßenergie und des hohen Eigengewichts nur eingeschränkt möglich. Das Schießen aus der Hüfte, der so genannte Deutschuss, ist dagegen eine regelmäßig eingeübte Schießart – mit dem Nachteil einer sehr viel geringeren Trefferwahrscheinlichkeit.